# تل الأسمر (اللجون)

صورة لتل الأسمر من أرض خلة السوق في قرية اللجون المهجرة

تل الأسمر (أو تل الأسود) وهو أحد التلال الشرقية لجبال الروحة يرتفع عن سطح البحر قرابة 175 متر، ويتبع لأراضي قرية اللجون المهجرة، تحديدًا لأراضي حارة المحاجنة الفوقا التابعة لحمولة المحاجنة من سكان القرية قبل التهجير.

## التسمية
يعود أصل التسمية إلى لون حجارته السوداء، إذ يُذكر أنه قطعة الأرض الوحيدة في محيطها ذات الحجارة السوداء.

## الموقع
يقع تل الأسمر شمالي أراضي قرية اللجون السكنية وتحده من الشمال جبال قرية المنسي المهجرة، ومن الشرق تل المتسلم (أو تل مجدو الأثري اليوم)، ومن الجنوب أرض خلة السوق، ومن الغرب حارة المحاجنة الفوقا.

## تاريخيًا
كان لتل الأسمر بسبب موقعه دور في حرب النكبة عام 1948، إذ نصبت عليه قوات جيش الإنقاذ العربية المدافع في معركة مشمار هعيمق في 4 نيسان 1948.
ولعب دورًا في احتلال القرية في 30 أيّار 1948، إذ استغلت العصابة الصهيونية غولاني احتلاله وموقعه المُشرف على القرية كخطوة تمهيدية لاحتلال باقي القرية وتهجير سكانها.

## تل الأسمر اليوم
تعرض تل الأسمر منذ مطلع القرن ال21 للعديد من انتهاكات صهيونية على يد شركة البناء الإسرائيلية «سولِل بونيه» من سرقة حجره لأعمال البُنى التحتية وشق الشوارع، بشكل مخالف للقانون.

صورة من الجهة الشمالية من تل الأسمر حيث تجري عمليات حفريات وسرقة لحجارته، وتغيير معالم المكان.

قام سكان القرية المهجرين بتجميد عملية تكسير احجار الجبل والحفريات من جهته الشمال-غربية من خلال مساعٍ قانونية، إلّا أن الأعمال تُستأنف من حين لآخر.